# Никодим Константинидис (Цариград)
 Тази статия е за серския и кизически митрополит.  За воденския и бурсенски вижте Никодим Константинидис (Тенедос).  
Никодим (на гръцки: Νικόδημος, Никодимос) е гръцки духовник, митрополит на Вселенската патриаршия.

## Биография
Роден е през март 1826 година в цариградския квартал Ставродроми със светската фамилия Константинидис (Κωνσταντινίδης). Баща му Константинос е от Мелник, а майка му Ангелики е от Калимасия на Хиос, родното място на патриарх Йоаким II Константинополски. Първоначално образование получава в квартала Вафиохори, където се местят родителите му след големия пожар унищожил част от Ставродроми.
В продължение на 20 години Никодим е помощник на тогавашния кизически митрополит и по-късно, от октомври 1860 година, патриарх Йоаким ІІ. На 15 август 1846 година Никодим е ръкоположен за дякон на митрополит Гедеон Мраморноостровен. В 1848 - 1850 година служи като дякон в Кизическата митрополия. В 1850 година започва да следва в Халкинската семинария, която завършва в 1855 година.
В 1856 година, след оставката на Дионисиос Клеопас, по покана на патриарх Кирил II Йерусалимски става директор на Богословското училище на Кръста в Йерусалим, където остава две години. В 1858 година заминава за Цариград, където на 21 септември е ръкоположен за викарен лампсакски епископ при Кизическата митрополия и е изпратен като архиерейски наместник в Артаки, където остава две години.
На 11 октомври 1860 година за кратко наследява митрополит Яков като глава на Сярска епархия.
На 24 май 1861 година е избран за митрополит на Кизическата епархия. Веднага след избора му за митрополит обаче е избран и за член на Светия синод и отива за пръв път в епархията си чак на 13 декември 1862 година. За втори път е член на Синода при патриарх Григорий VI Константинополски. При патриарх Григорий е член на събора в 1870 година и председателства комисията занимаваща се с българския въпрос. На 19 октомври 1871 г. срещу него и Андреас Николаидис, главен секретар на османската дирекция за патриаршията, на Халки е извършен опит за убийство с неизвестни мотиви.
На 4 август 1873 г. се завръща в Цариград, като синодален член и присъства на повторната интронизация на Йоаким II на 23 ноември 1873 година. Йоаким II го назначава за председател на Постоянния национален смесен съвет и председател на Управителния съвет на Великата народна школа. През 1876 г. той става председател на Управителния съвет на Централното църковно настоятелство, а в 1877 година председател на Силогоса за свещеническо обучение. Никодим е замесен и в спора между гръцките и руски монаси за контрол върху светогорския манастир „Свети Пантелеймон“, като подкрепя новоизбрания игумен архимандрит Макарий и дава манастира на руснаците, което предизвиква силна реакция от различни кръгове на гръцката православна общност в Цариград.
След смъртта на Йоаким II и възкачването на трона на Йоаким III Константинополски (1878-1884), Никодим се оттегля в Артаки, където се установява и Йоаким ІІ. Двамата развиват просветното дело в епархията, макар и да се съпротивляват на движението за просветна реформа. През 1884 г. срещу него е извършен втори опит неуспешен за убийство, докато надзирава строеж на църква в Перамос.
При патриарх Йоаким IV Константинополски (1884-1886) Никодим отново е член на Светия синод и участва в редактирането на списанието на Патриаршията „Еклисиастики Алития“. Още преди оставката на Йоаким IV се връща в Артаки и остава там при целия патриархат на Дионисий V Константинополски. През януари 1894 година Никодим отново е член на Синода и поема председателството на Постоянния национален смесен съвет и на Управителния съвет на Великата народна школа. Остава член на Синода и след възкачването на престола на Антим VII Константинополски. Докато е в Цариград провинцията му ес управлява от викарния му епископ Никодим Абидоски и протосингела Евгений Папатомас.
На 21 октомври 1894 година Светият синод приема оставката му като негов член, подадена по причини влошено здраве, след серия оплаквания от паството му.
Умира на 11 януари 1900 година в Чананккале.